# كليك (ماكو)
كليك هي قرية في مقاطعة ماكو، إيران. يقدر عدد سكانها بـ 74 نسمة بحسب إحصاء 2016.